# Братиславські коронації

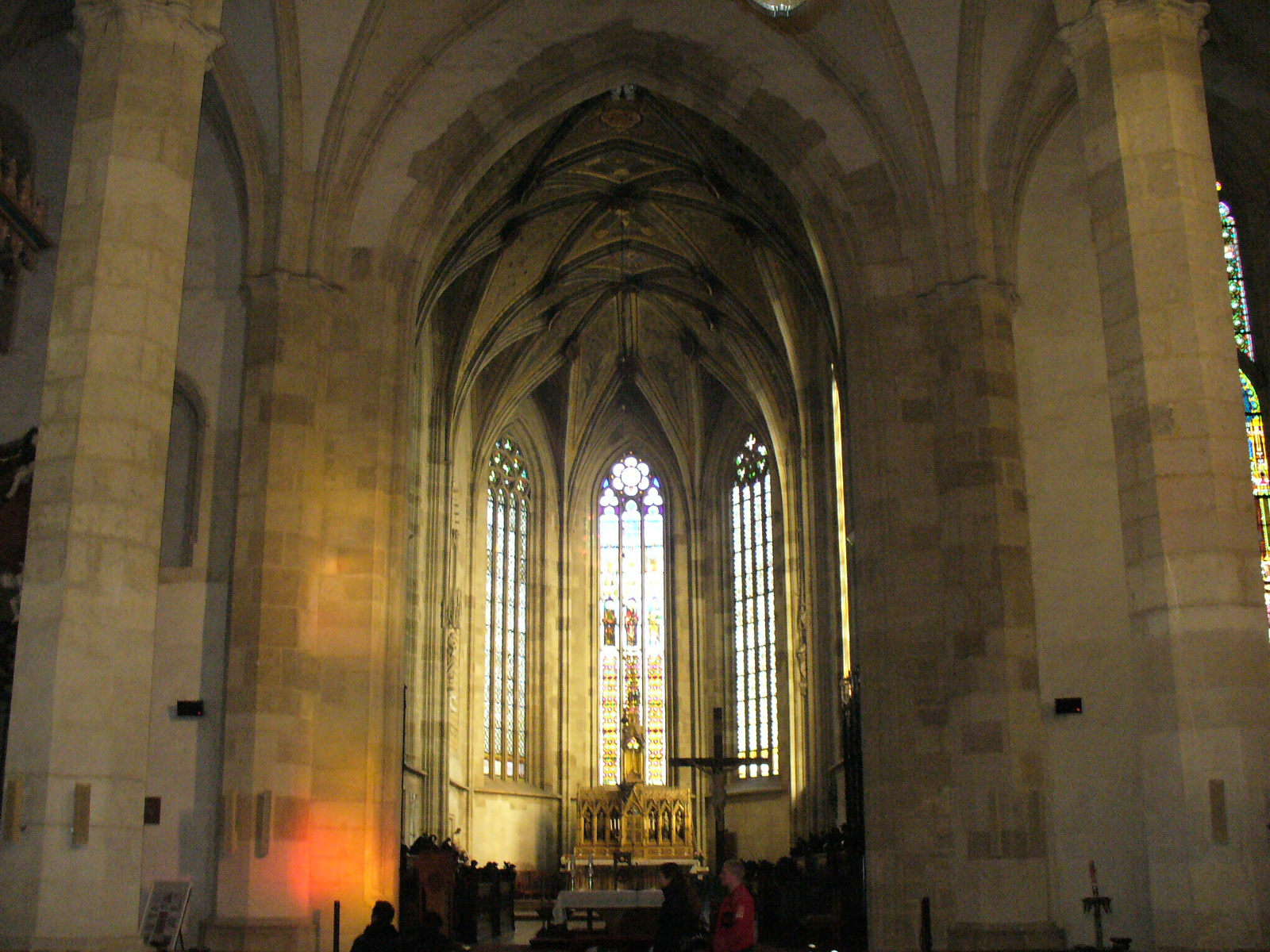

Братиславські коронації (словац. Bratislavské korunovácie) — урочисті заходи, пов'язані з коронацією угорських монархів, що проходили в Братиславі (угорською Пожонь) з 1563 по 1830 рік.
Після Мохачської катастрофи в серпні 1526 року і турецької окупації південних районів Угорщини, в тому числі, Буди, коронаційного міста Секешфехервар і Естергома, надзвичайно актуальною стала необхідність появи нового адміністративного центру країни. Це мало бути місто, в якому б були гарантовані безпека монарха і вищого духовенства, і в той же час який би знаходився недалеко від Відня. Вибір припав на місто Братиславу.
На Мохачських полях в числі інших, не залишивши після себе спадкоємця, загинув угорський король Людовик II Ягеллонський. Новим кандидатом на трон став зять покійного короля Фердинанд I, обраний королем в братиславській францисканській церкві 17 грудня 1526 року. Незважаючи на те, що він був коронований ще в Секешфехерварі, наступний акт коронації нового угорського короля (Максиміліана II, сина Фердинанда) відбувся вже в Братиславі.
Братислава, ставши новим коронаційним містом, в цей період пережила свій розквіт. Тут став засідати Парламент Королівства, вона стала резиденцією короля, примаса Угорщини і найважливіших інститутів країни.